# Franz Kutschera (SS-Mitglied)

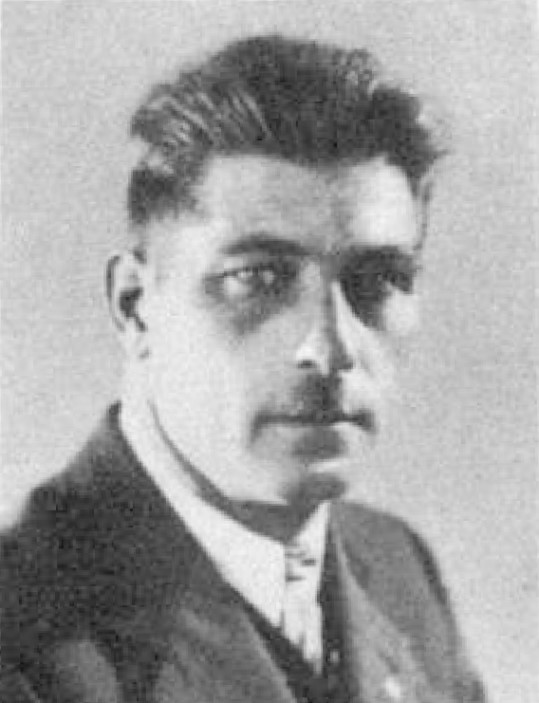
Franz Kutschera

Franz Kutschera (* 22. Februar 1904 in Oberwaltersdorf, Niederösterreich; † 1. Februar 1944 in Warschau, Polen) war ein österreichischer Politiker (NSDAP), SS-Brigadeführer und Generalmajor der Polizei, de facto Gauleiter von Kärnten als Stellvertreter Hubert Klausners sowie Kriegsverbrecher.

## Leben

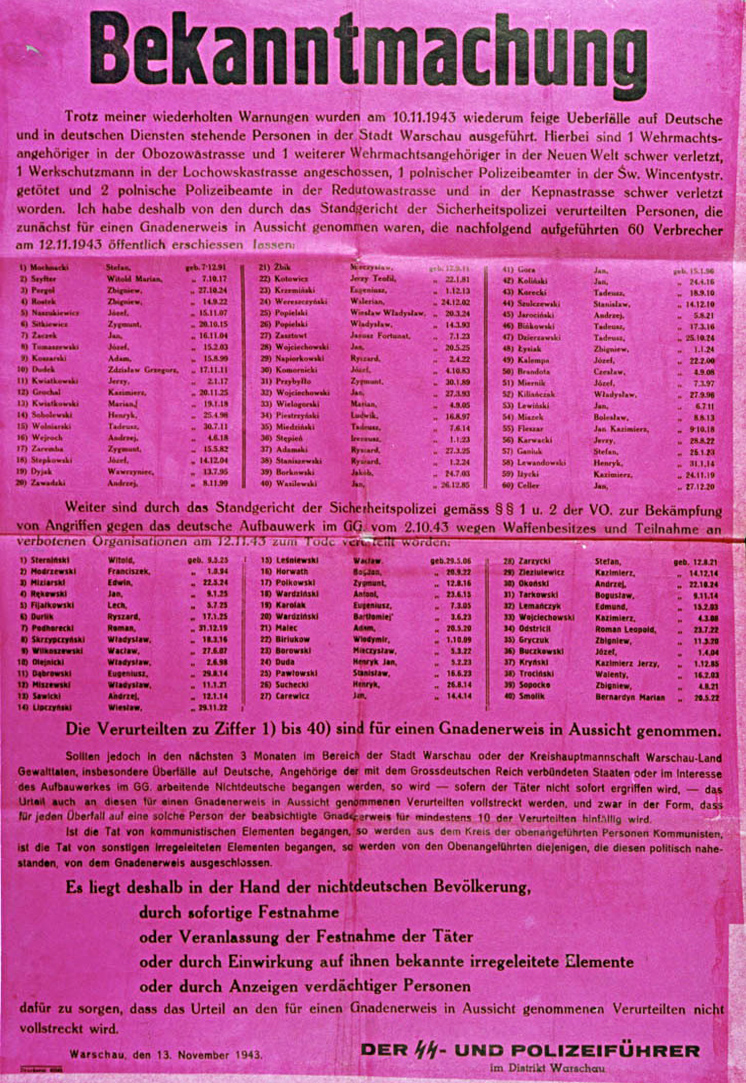
Bekanntmachung des Warschauer SS- und Polizeiführers Kutschera über die Hinrichtung von 60 polnischen Geiseln und 40 zum Tode verurteilten Polen vom 13. November 1943.

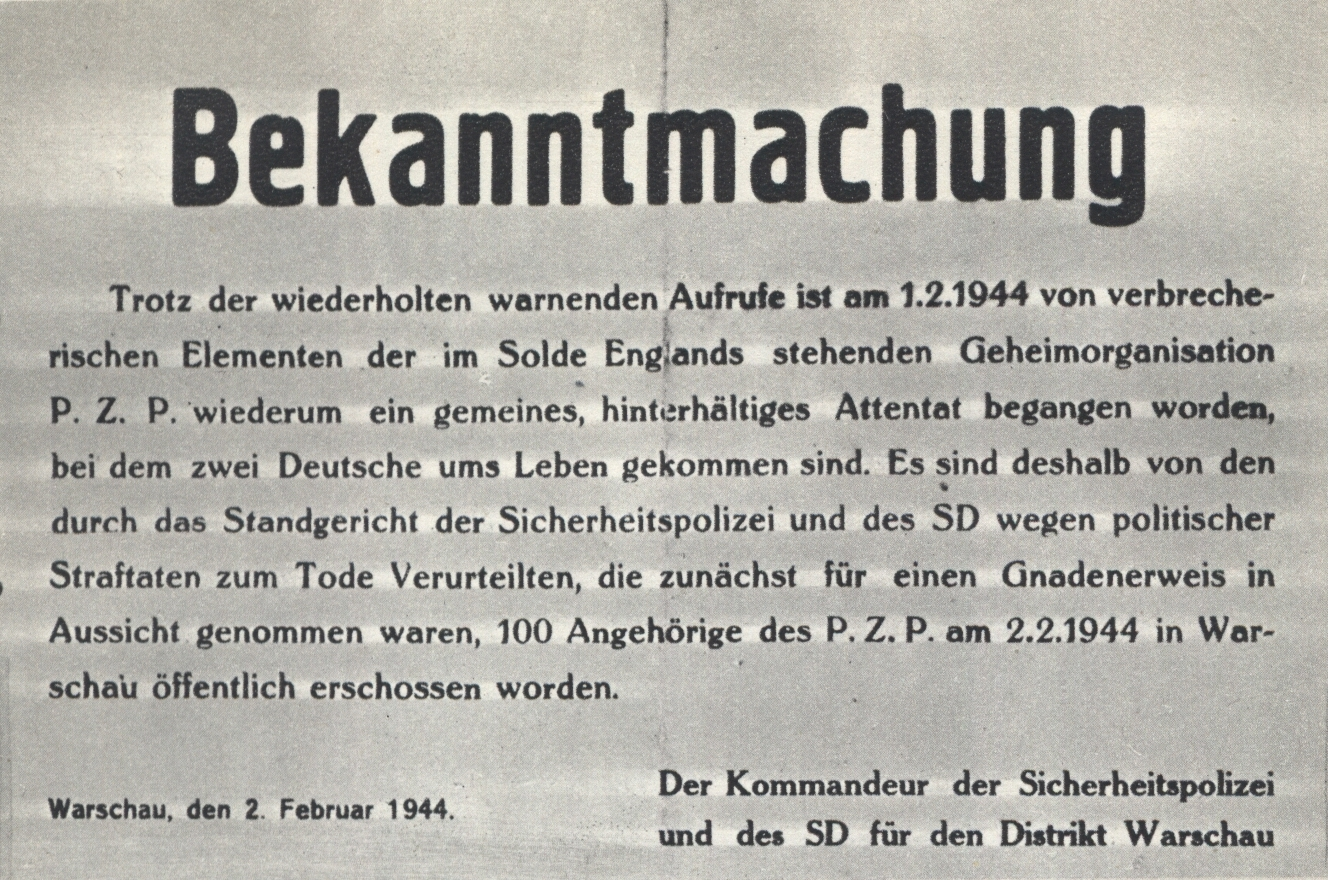
Ludwig Hahn: Bekanntmachung, 2. Februar 1944

Kutschera war der Sohn eines Gärtners. Nach dem Besuch der Volks- und Bürgerschule war er 1918/1919 Schiffsjunge bei der Österreichisch-Ungarischen Marine. Anschließend absolvierte er eine Ausbildung zum Gärtner und wurde danach in diesem Beruf tätig. In den 1920er Jahren lebte er in der Tschechoslowakei. Er trat zum 10. Dezember 1930 der NSDAP (Mitgliedsnummer 363.031) und zum 1. November 1931 der SS bei (SS-Nummer 19.659).
Im Jahre 1934 wurde Kutschera stellvertretender Gauleiter in Kärnten. Von 1935 bis zum März 1938 war er Anführer der 90. SS-Standarte „Kärnten“, die nach seinem Tod 1944 ihm zu Ehren in „Franz Kutschera“ umbenannt wurde. Er war in Österreich während des Austrofaschismus bis zum Frühjahr 1938 wegen seiner SS-Aktivitäten knapp ein Jahr in Haft, u. a. im Anhaltelager Wöllersdorf.
Während des „Anschlusses“ Österreichs an das Deutsche Reich war er von Februar 1938 bis März 1938 Gauleiter Kärntens, danach zuerst stellvertretender Gauleiter und schließlich von 1940 bis November 1941 Gaugeschäftsführer Kärntens. Außerdem war er ab März 1938 bis Juni 1943 im Stab der SS im Bereich Kassel. Nach dem Anschluss wurde er außerdem Mitglied des Reichstages und blieb dies bis zu seinem Tod. Anfang 1939 wurde er ehrenamtlicher Richter am Volksgerichtshof.
Kutschera wurde während des Zweiten Weltkrieges 1940 zum SS-Brigadeführer und im September 1942 zum Generalmajor der Polizei ernannt. Er zeichnete sich bei der „Banden- und Banditenbekämpfung“ genannten Partisanenbekämpfung in den deutsch besetzten Gebieten Krains durch Fanatismus und äußerste Härte aus. Ab Ende Januar 1942 gehörte er dem Stab des Höheren SS- und Polizeiführers Russland-Mitte an. Er wurde schließlich zum SS- und Polizeiführer ernannt, zuerst vom April 1943 an im Bezirk Mogilew und vom 25. September 1943 bis zu seinem Tod am 1. Februar 1944 im Bezirk Warschau.
Er wurde von der polnischen Heimatarmee mit Einverständnis der Polnischen Exilregierung für die Massenhinrichtungen, die er an tausenden polnischen Zivilisten durchführen ließ, zum Tode verurteilt und durch ein Attentat der polnischen Pfadfinderwiderstandsorganisation Szare Szeregi in seinem Opel Admiral, Kennzeichen SS-20795, vor seinem Amtssitz im Leszczyński-Palast in den Aleje Ujazdowskie 23 erschossen. Bei dem Anschlag kamen vier Attentäter ums Leben. Zur Vergeltung wurden am folgenden Tag 100 polnische Geiseln erschossen.